# Principat d'Awa
Awa o Awagarh fou un estat tributari de l'Índia als districtes d'Etah, Aligarh, Mainpuri, Agra, i Muttra, a les Províncies Unides d'Agra i Oudh. La superfície era de 686 km². Pagava al govern 3 lakhs (1903) i els ingressos pujaven a 51.000 rupies; la renda era de 7,3 lakhs.
La família d'Awa s'inicià al començament del segle XVIII (1701) quan el thakur Chaturbhuj Singh, un rajput jadon va emigrar de Chatta al districte de Muttra cap a Jalesar, i fou empleat com a metge pel governador local. Va rebre Nari a la pargana de Chhata. El seu fill Bijai Singh va obtenir un comandament militar menor i la família va guanyar influència ajudant als zamindaris dels pobles de la rodalia que tenien dificultats econòmiques.
Bakht Singh, fill de Bijai Singh, va estar un temps al servei de Jawahir Singh, Raja de Bharatpur, i va obtenir nombrosos pobles, els beneficis dels quals va utilitzar per reunir una tropa de saquejadors mewatis (del Mewat); els marathes li van permetre construir una fortalesa a Awa. Durant les guerres marathes el cap de la família va ajudar a Lord Lake, i el 1803 fou confirmat en els seus dominis com a thakur.
El 1838 fou reconegut a la família el títol de raja que tradicionalment se suposava que havia estat concedit pel maharana de Mewar. El 1857, durant el motí dels sipais, l'oficial britànic del districte va entregar la pargana de Jalesar al sobirà d'Awa a canvi de la seva lleialtat; la confiança fou corresposta i el raja va reclutar tropes per a atacar els pobles dominats pels rebels, va recaptar les taxes i ho va enviar tot a Agra.
El raja que governava al començament del segle XX, Balwant Singh, fou membre del consell legislatiu de les Províncies Unides, i va tenir molt d'interès en el govern del seu estat. La capital era llavors a Jalesar, i allí va obrir algunes fàbriques, però el raja continuava vivint a Awa (o Awagarh) a uns 22 km d'Etah. Awa tenia el 1901 2.823 habitants. La fortalesa estava situada al costat de la ciutat en una posició elevada, era de pedra i rajola i estava rodejada d'una rasa d'1,5 km de circumferència.

## Llista de sobirans
- Chaturbhuj Singh 1701-vers 1750
- Bijay Singh vers 1750-1775 (fill)
- Bakht Singh vers 1775-1800 (fill)
- Hira Singh 1800-1831 (fill)
- Pitambar Singh 1831-1850 (fill), primer reconegut raja pels britànics (Lord Auckland)
- Prithviraj Singh 1850-1876 (fill adoptiu, nascut Kunwar Prithviraj Singh, descendent d'un germà de Bakht Singh)
- Chhatarpal Singh 1876-1884 (fill) (menor d'edat)
- Baldeo Singh 1884-1892 (fill adoptiu)
- Balwant Sinbgh 1892-1909 (fill)
- Suraj Pal Singh 1909-1950